# 常英
常 英（じょう えい、生年不詳 - 476年）は、北魏の人物。文成帝の乳母の常氏の兄にあたるが、外戚に準じて重用された。字は世華。本貫は魏郡鄴県。

## 経歴
渤海郡太守常澄と許氏（博陵郡君）のあいだの長男として生まれた。453年（興安元年）11月、文成帝の乳母常氏は保太后として立てられた。454年（興安2年）3月、保太后常氏は皇太后となった。このため太后の兄の常英は肥如県令から散騎常侍・鎮軍大将軍に抜擢され、遼西公の爵位を受けた。弟の常喜は鎮東大将軍・祠曹尚書となり、帯方公に封じられた。太后を除く3人の妹はそれぞれ県君に封じられた。妹の夫の王覩は平州刺史に任じられ、遼東公に封じられた。常英の父祖にも官爵を追贈され、遼西に廟が立てられた。
455年（太安元年）、常英は侍中・征東大将軍・太宰となり、爵位を遼西王に進めた。弟の常喜は左光禄大夫となり、燕郡公に改封された。従兄の常泰は安東将軍の号を受け、朝鮮侯に封じられた。457年（太安3年）、太師・評尚書事・内都大官を兼ねた。文成帝が東巡を計画すると、常英は遼西の黄山に行宮の建設を命じられた。459年（太安5年）、常太后の母の宋氏が遼西王太妃となった。460年（和平元年）、常太后が死去した。常喜が洛州刺史となった。天安年間、常英は平州刺史に任じられた。後に不正蓄財の罪で敦煌郡に流された。
476年（承明元年）、都の平城に召還されて、官に復帰した。まもなく死去した。諡は平といった。

## 伝記資料
- 『魏書』巻83上 列伝第71上
- 『北史』巻80 列伝第68